# Grigorij Siedow
Grigorij Aleksandrowicz Siedow (ros. Григорий Александрович Седов, ur. 2 stycznia?/15 stycznia 1917 w Baku, zm. 10 kwietnia 2014 w Moskwie) – radziecki pilot doświadczalny i lotnik wojskowy, generał major lotnictwa, Bohater Związku Radzieckiego (1957).

## Życiorys
Od 1922 do 1931 mieszkał w Astrachaniu, później ponownie w Baku, do 1935 skończył 10 klas szkoły, później pracował jako laborant w laboratorium fizycznym w Baku, następnie jako rachmistrz. W latach 1936–1938 studiował w Leningradzkim Instytucie Industrialnym, w 1937 ukończył aeroklub w Leningradzie, od stycznia 1938 służył w Armii Czerwonej. W październiku 1938 ukończył wojskową szkołę lotniczą w Borisoglebsku, był lotnikiem pułku lotnictwa myśliwskiego w Zachodnim Specjalnym Okręgu Wojskowym i Nadbałtyckim Okręgu Wojskowym, we wrześniu 1939 jako lotnik 10 pułku lotnictwa myśliwskiego brał udział w agresji na Polskę. W lipcu 1942 ukończył Wojskowo-Lotniczą Akademię Inżynieryjną im. Żukowskiego i następnie do lipca 1950 pracował w Naukowo-Badawczym Instytucie Sił Powietrznych kolejno jako pomocnik kierowniczego inżyniera i kierowniczy inżynier, jednocześnie testował modyfikacje samolotów bojowych, m.in. Jak-9P i Jak-3 oraz odrzutowych myśliwców Jak-23 i Jak-30. Brał również udział w testowaniu myśliwców Ła-9R, Ła-11, Jak-15 i Jak-17. Od stycznia 1950 do lutego 1959 był starszym pilotem doświadczalnym Specjalnego Biura Konstrukcyjnego (OKB) A. Mikojana, testując m.in. myśliwiec MiG-19 (pierwszy w ZSRR naddźwiękowy myśliwiec), modyfikacje MiG-17 oraz eksperymentalne myśliwce naddźwiękowe I-350, I-360, E-4, E-2A, a także myśliwce MiG-15, MiG-21 i inne. W latach 1958–1972 był zastępcą głównego konstruktora OKB A. Mikojana ds. testów lotniczych, a 1972–1998 głównym konstruktorem tego OKB. W listopadzie 1977 został zwolniony do rezerwy. Od 1998 był doradcą generalnego konstruktora korporacji MiG. 17 lutego 1959 otrzymał tytuł Zasłużonego Pilota Doświadczalnego ZSRR. Został pochowany na Cmentarzu Trojekurowskim w Moskwie.

## Awanse
- Porucznik (16 października 1938)
- Starszy Technik-Porucznik (2 lipca 1942)
- Inżynier-Kapitan (17 kwietnia 1943)
- Inżynier-Major (5 listopada 1944)
- Inżynier-Podułkownik (20 stycznia 1949)
- Inżynier-Pułkownik (22 lipca 1955)
- Generał Major Służby Inżynieryjno-Technicznej (19 lutego 1968)
- Generał Major-Inżynier (18 listopada 1971)
- Generał Major Lotnictwa (26 kwietnia 1984)

## Odznaczenia i nagrody
- Złota Gwiazda Bohatera Związku Radzieckiego (1 maja 1957)
- Order Lenina (dwukrotnie, 1 maja 1957 i 11 października 1974)
- Order Rewolucji Październikowej (26 kwietnia 1971)
- Order Czerwonego Sztandaru (dwukrotnie, 5 lutego 1947 i 20 kwietnia 1956)
- Order Wojny Ojczyźnianej I klasy (20 września 1947)
- Order Czerwonej Gwiazdy (dwukrotnie, 1 lipca 1944 i 3 listopada 1953)
- Nagroda Leninowska (1976)
- Nagroda Stalinowska (1952)
- Medal „Za zasługi bojowe” (26 kwietnia 1948)

I inne.